# Британская военная почта в Африке

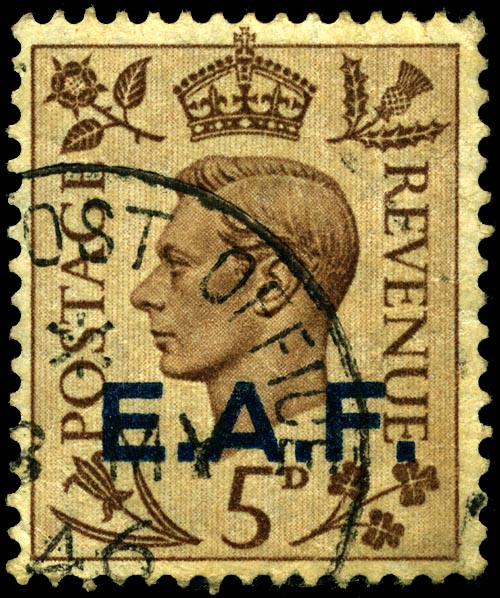
Надпечатка East Africa Forces (Восточноафриканские сухопутные войска), 1943

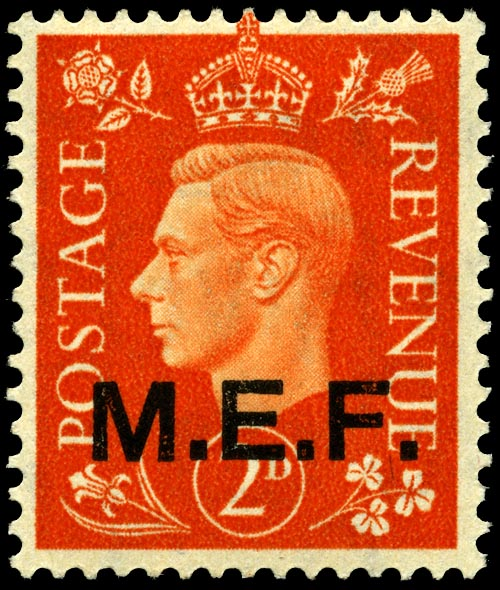
Надпечатка Middle East Forces (Ближневосточные сухопутные войска), 1942

Британская военная почта в Африке — сеть почтовых отделений, открытых Великобританией для своих Ближневосточных сухопутных войск и Восточноафриканских сухопутных войск в Африке во время Второй мировой войны и после её окончания.

## Ближневосточные сухопутные войска
Выпуск стандартных почтовых марок Великобритании с надпечаткой «M. E. F.» (сокращённо от англ. Middle East Forces — Ближневосточные сухопутные войска) начался в 1942 году. Марки были в обращении в Киренаике, Эритрее, Эфиопии, Сомали, а также на островах Додеканес в Эгейском море. В начале 1943 года были также сделаны надпечатки на стандартных марках с изменениями в цвете, а в 1947 году надпечатка появилась на почтовых миниатюрах номиналом 5 и 10 шиллингов. В 1950 году британское правительство объявило, что оставшиеся марки с надпечатками пригодны для обращения на всей территории Великобритании, поэтому так много сохранившихся марок погашены почтовыми штемпелями не за границей, а на самих Британских островах.

## Восточноафриканские сухопутные войска
В Восточноафриканские сухопутные войска, базирующиеся в Сомали, с 15 января 1943 года также поступали почтовые марки Великобритании, но с надпечаткой «E.A.F.» (сокращённо от англ. East Africa Forces — Восточноафриканские сухопутные войска).

## Эритрея, Сомали и Триполитания
После 1948 года военными администрациями в Эритрее, Сомали и Триполитании использовались собственные надпечатки на английских марках.